# Associação Desportiva e Cultural Florianópolis
A Associação Desportiva e Cultural Florianópolis, conhecida popularmente como Floripa Futsal, é um clube de futsal da cidade de Florianópolis, do estado de Santa Catarina. Fundado em 2009, comanda seus jogos no Ginásio Rozendo Lima Vasconcelos.

## História
O clube foi fundado em 2009, quando foi extinto o departamento de futsal adulto da Colegial, que até então era a equipe que representava a cidade de Florianópolis nas competições da modalidade. O melhor resultado conquistado pela equipe na Liga Futsal foi em 2009 e 2011, quando a equipe chegou às semifinais. Em 2016, a equipe chegou às quartas de final da Liga Futsal e voltou a conquistar o Campeonato Catarinense após nove anos. A equipe é muito respeitada e conquista bons resultados nas competições em que ela participa.

## Títulos
Títulos da equipe:
- Campeonato Catarinense: 1980, 2007 (como Colegial) e 2016.
- Jogos Abertos de Santa Catarina: 2009.

### Campanhas de Destaque
- Terceiro lugar na Liga Futsal: 2009
- Quarto lugar na Liga Futsal: 2011
- Quartas de final da Liga Futsal: 2016

## Elenco atual (Futsal)
Última atualização: 18 de Maio de 2015.
Legenda
- : Capitão
- : Jogador lesionado
- : Seleção Brasileira
- : Jogador suspenso